# 1715 w literaturze
Wydarzenia literackie w 1715 roku.

## nowe książki
- Alexander Pope tłumaczy (do 1720) na angielski poemat Iliada
- Alain-René Lesage – Idzi Blas (Histoire de Gil Blas de Santillane, w 4 częściach wydawanych w latach 1715-1747).
- Jane Barker – Exilius, or the banish’d Roman
- Jonathan Richardson – An Essay on the Theory of Painting
- Isaac Watts – Divine Songs Attempted in Easy Language for the Use of Children (poezja)
- John Hughes wydaje Shakespeare'a.
- Joseph Addison – The Freeholder (czasopismo)
- 1715-25 Colen Campbell – Vitruvius Britannicus